# Grossinger Motors Arena
Grossinger Motors Arena, tidigare U.S. Cellular Coliseum, är en inomhusarena i den amerikanska staden Bloomington i delstaten Illinois och har en publikkapacitet på mellan 2 900 och 8 000 åskådare beroende på arrangemang. Inomhusarenan började byggas den 19 augusti 2004 och öppnades den 1 april 2006. Den ägs av staden Bloomington och underhålls av Venuworks. Den användes primärt som hemmaarena för ishockeylaget Central Illinois Flying Aces när de spelade i United States Hockey League (USHL).